# Reguljära uttryck
Inom datavetenskap är reguljära uttryck (engelska: regular expressions, ofta förkortat regex eller regexp) en notation för att beskriva vissa mängder av strängar. Ett uttryck består av en sträng som följer särskilda syntaxregler. Reguljära uttryck används i många texteditorer och programspråk för sökning och textmanipulation.

## Syntax
Den exakta syntaxen för reguljära uttryck kan variera. Men det finns några grundläggande begrepp som är gemensamma för många tillämpningar.
I sin enklaste form är ett reguljärt uttryck ett enskilt tecken som matchar en delsträng som utgör själva tecknet. Exempelvis, det reguljära uttrycket "a" matchar tecknet "a" i ordet "katt". Med hjälp av operatorer kan man bygga ihop uttryck som matchar komplicerade mönster i strängar.
De grundläggande operationerna är:
- Konkatenering beskrivs av en sekvens av deluttryck, exempelvis matchar sekvensen "hur" bokstaven "h" omedelbart följt av "u" omedelbart följt av "r", dvs strängen "hur".
- Alternativ beskrivs av ett lodrätt streck, |. Det används för att matcha ett av flera alternativ. Uttrycket hund|katt matchar både strängen "hund" och strängen "katt".
- Upprepning används för att matcha ett uttryck som upprepas 0 eller flera gånger. Det markeras med en asterisk. Uttrycket go*gle matchar en oändlig mängd av strängar: "ggle", "gogle", "google", "gooogle", o.s.v.
- Gruppering av uttryck kan göras med parenteser. Det används t.ex. för att ange alternativ, såsom G(äv|ef)le som matchar "Gävle" och "Gefle".

Dessutom förekommer i de flesta implementationer även:
- Teckenklasser matchar ett av de tecken som beskrivs inom hakparenteserna. Till exempel matchar [btk]ok bok, tok och kok. Man kan även beskriva klassen med ett intervall, till exempel [a-z] eller [a-z1-9@.].
   Det finns kortversioner, eller stenografiska versioner, av bestämda teckenklasser; till exempel står \d för [0-9], det vill säga vilken siffra som helst inom spannet 0-9.
- Jokertecken som anges med tecknet .. Matchar vilket tecken som helst.
- Fler varianter av upprepning. Till exempel ? för att ange antingen 0 eller 1 upprepning och + används för att ange 1 eller flera upprepningar.
- Ankare / avgränsare för markering av var ord eller strängar börjar och slutar. Till exempel används \b som avgränsare för ord.

### Exempel
Anta att vi vill hitta ett datum som är inbäddat i en text:
"Anita skulle besöka Alfred klockan 19:20 2012-12-21 för att äta middag."
Vi kan då matcha datumet med uttrycket:
[0-9]+-[0-9]+-[0-9]+   eller, i kortversion:   \d+-\d+-\d+
Men det skulle även matcha exempelvis 0-0-0 eller 1234-493456-8645, som inte är korrekta datum.
För att matcha ett korrekt datum, begränsat till 1900- och 2000-talet, kan man använda exempelvis:
\b(19|20)\d\d-(0[1-9]|1[012])-(0[1-9]|[12]\d|3[01])\b

## Reguljära uttryck i skriptspråk
Skriptspråken Perl, Ecmascript och Tcl har reguljära uttryck semantiskt inbyggda i själva språket, medan de allra flesta programspråk, verktyg och miljöer har någon form av stöd för användandet av reguljära uttryck implementerat.